# オープンテーブル

親会社のブッキング・ホールディングスのロゴ

オープンテーブル（英: OpenTable）は、レストランのオンライン予約を扱う、ウェブサイトおよびアプリ。
また、OpenTable, Inc.は、アメリカ合衆国・カリフォルニア州・サンフランシスコに本社を置く、同サービスの運営企業である。

## 沿革
1998年に、チャック・テンプルトン(Chuck Templeton)により設立された。1999年に予約サイトが公開され、サンフランシスコのレストランが加盟し始め、現在では、アメリカのほぼすべての州や、世界20カ国以上の主要都市に、43000店（日本国内は最大1700店）以上の加盟レストランを持つ。アメリカ・日本に加えて、イギリス、オーストラリア、インド、メキシコに現地法人を持つ。
2009年5月21日にNASDAQに上場、2010年9月、イギリス・ロンドンの同業トップテーブル（toptable.com）を買収・併合した。2014年6月、オンライン旅行会社のプライスライン・グループ（現在のブッキング・ホールディングス、NASDAQ: BKNG）により現金26億米ドルで買収されることが発表され、同年7月に買収手続きを完了した。
買収後も、オープンテーブルは独立した事業およびサービスとして継続されている。
CEOは、2015年11月からクリスタ・クォールズ（Christa Quarles）が務め、2020年8月からデビー・スー（Debby Soo）が務めている。
2006年3月に、日本法人オープンテーブル株式会社（OpenTable K.K.、東京都渋谷区）は、手嶋雅夫と蕭敬和によって設立され、2013年11月までに日本国内の加盟レスとトラン店舗数は1700店まで拡大した。2014年3月から2016年12月まで、武藤友木子が代表を務めた。2016年12月までに日本国内の加盟レスとトラン店舗数は減少し、2018年7月には事業縮小を行い、2019年12月には法人種別が合同会社となった。

## サービス
利用者側は、OpenTableを通して、日時、料理ジャンル、価格帯、ならびに場所などをもとに、レストランや空席を検索することができる。利用者は、即時に確定した予約の確定メールを受け取る。オープンテーブルの登録会員となった場合、オープンテーブルで予約したレストランでの食事が完了した時点で、「OpenTableポイント」が付与される（有効期限12か月）。貯まったOpenTableポイントは、アメリカではレストランで使用できる食事券（リワードカード）に交換することが可能である。日本国内では、三井住友カードVJAギフトカードと交換することが可能である。2016年10月「グローバル・ダイニング・パスポート」のサービスを導入し、これにより日本語アプリで海外のレストランが予約可能となり、また、訪日外国人旅行者が各国の言語で日本のレストランを予約することが可能となった。
オープンテーブルの予約は、予約サイトとレストランのホームページから行うことができる。加えてApple iOSアプリ、Androidアプリが提供されている。2010年9月には、食べログと提携し、OpenTable加盟レストランの予約が食べログでも可能になった。
レストラン側は、紙台帳の代わりとなる予約管理システムの専用端末を導入することになる。予約管理システムは予約レセプション係が使用し、予約管理、テーブル管理、ゲスト認識、および電子メールマーケティングなどの一連の予約管理業務をすべて行える。レストランは、システム使用料、システムアップグレード料、およびサポート料を含む月額使用料3万円、ならびに予約サイトとレストランホームページからのオンライン予約成立時の手数料300円／1名をオープンテーブルへ支払う。